# 席闡文
席闡文（？—？），安定郡臨涇縣人，南朝政治人物。
早年孤貧，喜讀史書。南齊初，任雍州刺史蕭赤斧中兵參軍，後與柳忱勸蕭赤斧子南郡太守蕭穎胄隨蕭衍起兵代齊。入南梁後任都官尚書，出為東陽郡太守，封湘西縣侯，卒於官，諡威。

## 延伸阅读
[在维基数据编辑]
 《梁書·卷12》，出自姚思廉《梁書》
 《南史·卷55》，出自李延壽《南史》